# Ziraat Bankası
Сільськогосподарський банк Турецької Республіки (тур. Türkiye Cumhuriyeti Ziraat Bankası, відоміший під скороченою назвою Ziraat Bankası) — один із найбільших банків Туреччини, заснований у 1863. Перебуває в державній власності, головний офіс розташований у Анкарі.
Володіє найбільшою мережею відділень серед банків Туреччини, яка налічує понад 1400 торгово-сервісних точок.
Загальні активи за підсумками 2011 становили 162,871 млрд турецьких лір (близько 59 млрд доларів США).

#### Відкриття банківських рахунків
Згідно з інформацією з офіційною інформацією, Ziraat Bank надає можливість відкриття банківських рахунків для громадян України без необхідності наявності виду на проживання (ВНЖ) та без вимоги до депозитів. Процедура відкриття рахунку включає отримання турецького податкового номера, який можна отримати безпосередньо в Туреччині. Основний рахунок відкривається в турецьких лірах, при цьому можливе відкриття додаткових рахунків у доларах або євро.
Для отримання карти банку надається картка Mastercard, яку можна використовувати для зручних міжнародних розрахунків.
Для оформлення рахунку в Ziraat Bank необхідно надати наступні документи:
- Закордонний паспорт
- Внутрішній паспорт
- Номер телефону
- Email
- Турецький ІНН (отримується на місці)